# Huehue Acamapichtli
Kralj Huehue Acamapichtli (Ācamāpichtli [aːkamaːˈpit͡ʃt͡ɬi] = "malo trske") bio je vladar (nahuatl: tlatoani; šp.: rey) grada Cōlhuàcāna u Meksiku.
Njegov je otac bio njegov prethodnik na tronu grada, kralj Coxcoxtli.
Majka mu je bila Coxcoxtlijeva žena — supruga ili konkubina.
Imao je sestru, Atotoztli I., koja je bila majka njegova nećaka, prvog aztečkog cara, kralja također zvanog Acamapichtli.
Diego Durán, Fernando Alvarado Tezozómoc i Fernando de Alva Cortés Ixtlilxóchitl spominju u svojim djelima da je Huehue Acamapichtli zavladao 1324. godine.
| Prethodnik: | kralj Culhuacána | Nasljednik: |
| Coxcoxtli   | kralj Culhuacána | Achitometl  |